# Nikolai Helk
Nikolai Helk (Geburtsname: Nikolai Tšistjakov; * 25. Januar 1886 in Laiuse; † 14. Mai 1941 in Tallinn) war ein estnischer Jurist und Generalmajor.

## Leben
Helk, der als Nikolai Tšistjakov geboren wurde, besuchte von 1897 bis 1908 das Riia Vaimulik Seminar und begann danach ein Studium der Rechtswissenschaften an der Universität Warschau, das er 1913 abschloss. Im Anschluss war er Mitarbeiter eines Gerichts in Moskau und trat nach Beginn des Ersten Weltkrieges 1914 in die Kaiserlich Russische Armee. Er diente als Unteroffizier im 183. Reserveinfanterieregiment und war danach zwischen 1918 und 1921 in der Ausrüstungs- und Verpflegungsabteilung der Roten Armee tätig.
Nachdem er 1921 nach Estland gekommen war, änderte er seinen Familiennamen in Helk und wurde im November 1921 Mitglied des Obersten Militärgerichts (Sõjaväe Kõrgem Kohus). Während der folgenden Jahre wurde er 1924 zum Leutnant, 1925 zum Hauptmann, 1928 zum Major sowie 1933 zum Oberstleutnant befördert. Am 28. Februar 1935 wurde Helk, der auch Mitglied des antikommunistischen Estnischen Bundes der Freiheitskämpfer (Eesti Vabadussõjalaste Liit ) war, Präsident des Obersten Militärgerichts. Als solcher wurde er am 1. März 1937 zum Generalmajor befördert. Nach der Annexion Estlands durch die Sowjetunion 1940 verlor er sein Amt als Präsident des Obersten Militärgerichts und wurde am 14. Mai 1941 von den sowjetischen Besatzungstruppen hingerichtet.

## Weblink
- Eintrag in Generals.dk

| Personendaten    | Personendaten                     |
| ---------------- | --------------------------------- |
| NAME             | Helk, Nikolai                     |
| ALTERNATIVNAMEN  | Tšistjakov, Nikolai (Geburtsname) |
| KURZBESCHREIBUNG | estnischer Generalmajor           |
| GEBURTSDATUM     | 25. Januar 1886                   |
| GEBURTSORT       | Laiuse                            |
| STERBEDATUM      | 14. Mai 1941                      |
| STERBEORT        | Tallinn                           |